# Kreuzweg (Großenbrach)

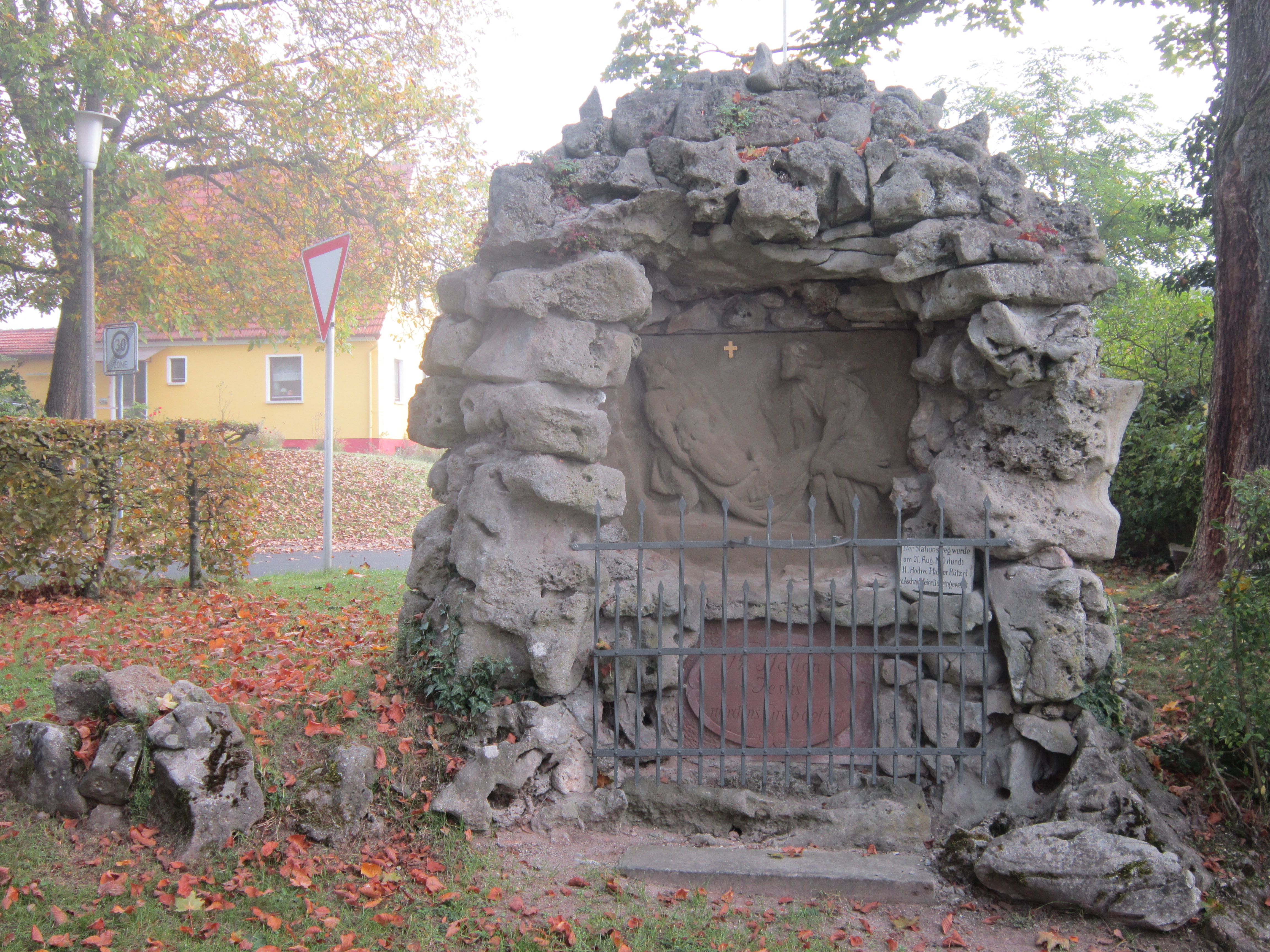
Kreuzweg von Großenbrach (14. Station)

Der Kreuzweg in Großenbrach, einem Stadtteil der bayerischen Kurstadt Bad Bocklet im unterfränkischen Landkreis Bad Kissingen gehört zu den Baudenkmälern in Bad Bocklet und ist unter der Nummer D-6-72-112-58 in der Bayerischen Denkmalliste registriert.

## Geschichte

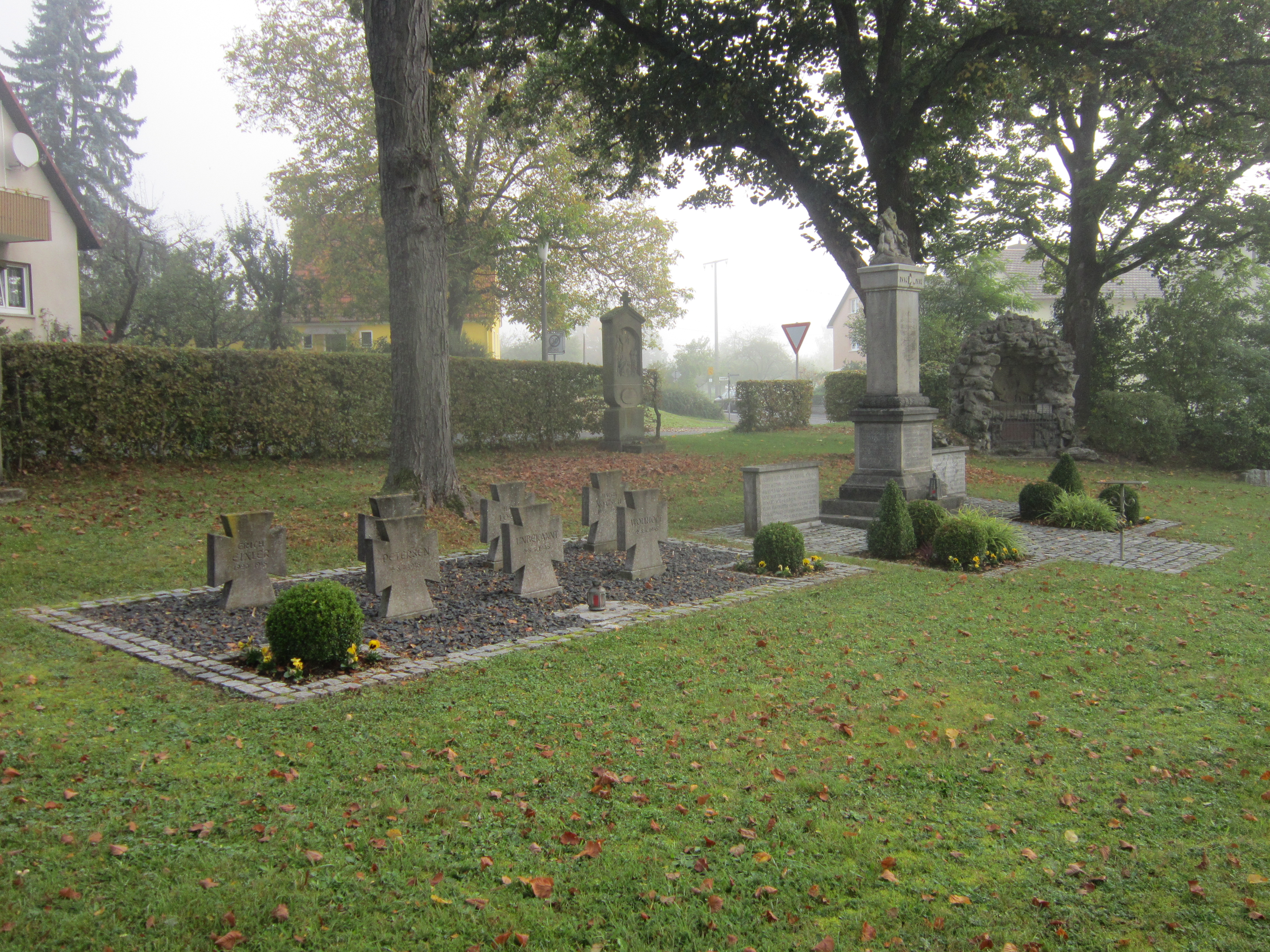
Kriegsgräberdenkmal im Zentrum der Anlage

Die Anlage befindet sich am nordöstlichen Ortsrand von Großenbrach. An der nach Art einer Grotte gestalteten 14. Station befindet sich eine Inschriftstafel, der zufolge die Anlage am 21. August 1910 von Ortspfarrer Rützel eingeweiht wurde. Die übrigen Stationen bestehen aus Relieftafeln auf rechteckigen Postamenten und sind jeweils mit stilisiertem Dach und Kreuzabschluss versehen.
Am 18. Oktober 1925 wurde das zur Anlage gehörende Kriegerdenkmal für Gefallene des Ersten Weltkriegs eingeweiht.
Im Jahr 1945 entstanden neben dem Denkmal Gräber von Soldaten des Zweiten Weltkrieges, die am 8. April 1945 am Stellberg und am Mühlberg fielen. Elf weitere Kreuze erinnern an im Zweiten Weltkrieg umgekommene Soldaten aus Großenbrach.
Vor der Kreuzweganlage befindet sich auf der Wendelinusstraße eine Mariengrotte, die laut Inschrift von Kilian Hahn errichtet und am 29. Juni 1908 errichtet wurde. Die Grotte ist mit Darstellungen der hl. Maria und betenden Frauen ausgestattet; bei einer der betenden Frauen handelt es sich um die hl. Bernadette.